# Marijn Poels
Marijn Poels (Meerlo, 10 juli 1975) is een Nederlands onafhankelijk film- en documentairemaker. Hij maakte onder meer de films "The Uncertainty Has Settled", Pablo, Ageless Friends en de documentairereeksen L1mburg Helpt (2009 en 2012).
De in Swolgen en Berlijn woonachtige Poels maakt films over internationale vraagstukken op sociaal, economisch en politiek gebied. In 2009 schreef hij zijn eerste boek Tussen twee werelden. Poels' filmstijl wordt gekenmerkt door realliferegistratie. De kijker krijgt een realistische inkijk in de werkelijkheid zonder dat hieraan een mening is gekoppeld. Marijn is een neef van Nederlands wielrenner Wout Poels.

## Trilogie
In zijn eerste deel van de geplande trilogie "The Uncertainty Has Settled" stelt hij klimaatverandering en de huidige energiepolitiek ter discussie. Poels vindt dat het klimaatdebat religieuze vormen aanneemt waardoor de nuance vaak ontbreekt.
In deel twee van zijn trilogie; Paradogma gaat Poels dieper in op het fenomeen verkettering en het negeren van afwijkende perspectieven, hij onderzoekt wat het mechanisme is achter de tirannie van de ‘meerheidsmening’. En welke psychologische factoren een rol spelen in de bescherming van ons gevoel dat vaak vermomd als ‘de waarheid’ onze ratio uitschakelt. En wat de gevolgen kunnen zijn als mensen niet meer luisteren. De titel Paradogma is een samentrekking van de woorden 'paradigma' en 'dogma'. De film ging op 19 september 2018 in voor-première in Potsdam (Duitsland). De film werd op 11 juni 2020 gepubliceerd op het YouTubekanaal en de website van Ongehoord Nederland. In zijn laatste deel "Return To Eden" grijpt Poels weer terug naar klimaatverandering en landbouw. Daarin stelt hij de vraag in hoeverre wij mensen deel zijn van de natuur en waar de grenzen liggen in het willen reguleren of zelfs manipuleren van het klimaat, de natuur en onze voedselvoorzieningen. De film verscheen 17 september gratis op YouTube.

## PANDAMNED
Poels publiceerde de documentaire film “Pandamned” over de COVID-19 pandemie in 2022. Een factcheck door Bayerischer Rundfunk concludeert dat de film uitspraken verzamelt van coronavirus bagatelliserende personen, “Querdenker” en bekende samenzweringstheoretici uit Duitsland en andere landen. De film herhaalt reeds bekende antisemitische mythes en ongefundeerde, ongefundeerde of reeds weerlegde valse beweringen.
In september 2022 bracht Poels de film PANDAMNED uit via zijn Rumble-kanaal waarin hij kritisch terugblikt op de coronapandemie. De filmtrailer voor deze film werd vrijwel direct na publicatie door YouTube verwijderd. Poels stapte hiervoor naar advocaat Joachim Steinhöfel uit Hamburg en uiteindelijk stelde het gerechtshof Berlijn vast dat het werk van Poels onterecht van hun platform werd verwijderd.

## Onderscheidingen
Vredesprijs
Poels ontving op 20 augustus 2011 de onderscheiding "The Voice of Peace" in de Pakistaanse stad Lahore. Deze prijs wordt jaarlijks uitgereikt aan personen die zich in Pakistan inzetten tegen terrorisme en geweld en opkomen voor de rechten van de mens.
Cultuurprijs "Hart voor cultuur"
September 2015 werd de derde Cultuurprijs "Hart voor cultuur" van de gemeente Horst aan de Maas uitgereikt aan Marijn Poels. Met het uitreiken van de prijs vraagt de jury brede aandacht voor mensen of gezelschappen die op een inspirerende manier met cultuur bezig zijn.

## Prijzen
- 2011: Dody Spittal Award - Calgary - Picture This Filmfestival - Documentaire:The Voice of 650 Million Times One
- 2015: NL Award - Nederland Documentaire:Twee levens in een hart
- 2015: Publieksprijs - Warschau Polen - Human Doc Filmfestival - Documentaire:Change From Within
- 2015: Golden Award - Los Angeles USA - Independent Film Awards - Documentaire:Ageless Friends
- 2016: Best Documentary - New York USA - Direct Short Filmfestival - Documentaire:Ageless Friends
- 2016: Dody Spittal Award en Honorable Mention - Calgary - Picture This Filmfestival - Documentaire:Change From Within
- 2017: Best documentary - Berlijn - Berlin Independent Film Festival - Documentaire:The Uncertainty Has Settled
- 2017: Best documentary - Los Angeles - Mindfield Film Festival - Documentaire:The Uncertainty Has Settled

## Politiek
In 2013 produceerde Marijn Poels de documentaire Pablo, over de sociale misstanden in aanloop naar het WK voetbal 2014 in Brazilië. De documentaire werd januari 2014 vertoond in de Tweede Kamer tijdens een bijzondere procedure op uitnodiging van Pieter Omtzigt. Naar aanleiding van de vertoning werden er juni 2014 door PvdA en CDA zeventien Kamervragen gesteld aan minister Frans Timmermans van Buitenlandse Zaken. Zijn film Kanthari, Change From Within werd mei 2017 vertoond in het Europees Parlement op uitnodiging van EU-parlementariër Bogdan Wenta. Met deze film pleitte Poels voor meer politieke invloed voor mensen met een beperking. Op 18 oktober 2017 werd de documentaire The Uncertainty Has Settled tijdens een speciale voorstelling in het Europees Parlement in Brussel vertoond. Poels werd uitgenodigd door Olaf Stuger. Poels sprak na de vertoning dat klimaatverandering niet meer alleen een wetenschappelijk of een energieprobleem is maar ieders houding ten opzichte van de klimaatverandering een stempel van politieke identiteit geworden is, waarbij een gepolariseerd debat plaatsvindt dat ideologische en tribale conflicten boven praktische resultaten plaatst.

## Filmografie
| Jaar | Film |
| ---- | --- |
| 2005 | Full of smiles and mines - Cambodja                                                                                   |
| 2005 | Heideroosjes in the USA - New York                                                                                    |
| 2005 | The American Dream - New-York                                                                                         |
| 2006 | De Schaduwkant van een metropool - Rio de Janeiro                                                                     |
| 2006 | Heideroosjes in Japan - Japan                                                                                         |
| 2007 | Chapter Eight, Golden State - Hollywood                                                                               |
| 2007 | Surviving On God's Guidance - Zambia                                                                                  |
| 2008 | Millenniumwar - Nederland                                                                                             |
| 2008 | Ethiopia on Wheels - Ethiopië                                                                                         |
| 2008 | Nothing About Us - Ethiopië                                                                                           |
| 2009 | L1mburg Helpt (zevendelige documentaireserie) - Roemenië, Oeganda, Congo, Brazilië, Peru, India.                      |
| 2010 | The Voice of 650 Million times one - Kenia, Vietnam                                                                   |
| 2010 | It's Not Always About Success - Nederland, Wales                                                                      |
| 2010 | My Name is MAX - Nederland                                                                                            |
| 2010 | Building Dreams in Darkness - India                                                                                   |
| 2011 | Route 15 (achtdelige documentairereeks) - Brazilië, Mali, Suriname, Pakistan, Sierra Leone, India, Filipijnen, Kenia. |
| 2011 | Down The Lane - Kenia                                                                                                 |
| 2012 | L1mburg Helpt (zesdelige documentaireserie) - Nicaragua, Ethiopië, Peru, Indonesië, Kenia, Armenië.                   |
| 2012 | By Choice or Chance - Vietnam                                                                                         |
| 2013 | Retour - Nederland, Spanje                                                                                            |
| 2013 | PABLO - Brazilië |
| 2013 | Unerschöpflich - Duitsland, Brazilië                                                                                  |
| 2014 | Twee levens in een hart - Marokko, Nederland                                                                          |
| 2015 | L1mburg Helpt (zevendelige documentaireserie) - Nicaragua, Guatemala, Ghana, Zimbabwe, Sri Lanka, Nepal, Indonesië    |
| 2015 | KANTHARI, Change From Within - Africa, India                                                                          |
| 2015 | Ageless Friends - Nederland, West Virginia, USA                                                                       |
| 2016 | L1mburg Helpt, terug naar... (zesdelige documentaireserie)                                                            |
| 2017 | The Uncertainty Has Settled                                                                                           |
| 2018 | Paradogma |
| 2020 | Return To Eden |
| 2021 | Het Goede Doel Heiligt de Middelen                                                                                    |
| 2021 | Headwind 21 |
| 2022 | PANDAMNED |
| 2023 | The Primordial Code                                                                                                   |
| 2024 | The Primordial Code, The Burning Essence                                                                              |